# Vernon Walters
Vernon A. Walters (Nova York, 3 de gener de 1917-10 de febrer de 2002) va ser un oficial de l'Exèrcit dels Estats Units i diplomàtic. Del 1972 al 1976 va ser el director adjunt de la CIA, del 1985 al 1989 va ser ambaixador dels Estats Units davant les Nacions Unides i del 1989 al 1991 va ser ambaixador a la República Federal d'Alemanya durant la fase de la reunificació alemanya. Walters va arribar a ser tinent general de l'Exèrcit dels Estats Units.

## Biografia
Walters va néixer a Nova York. El seu pare era un venedor d'assegurances fill d'immigrants britànics. Des dels sis anys, Walters va viure al Regne Unit i a França amb els seus pares. Amb 16 anys va tornar als Estats Units i es va posar a treballar amb el seu pare com a investigador de reclamacions d'assegurances. La seva educació, a excepció de l'escola primària, la va rebre a l'escola jesuïta Stonyhurst College de Lancashire (Anglaterra) i mai no va anar a la universitat. Durant els seus últims anys de vida, sembla que gaudia quan reflexionava sobre el fet que havia arribat bastant lluny i havia aconseguit molt tot i no tenir gairebé formació acadèmica formal. A part de l'anglès, parlava amb fluïdesa francès, italià, castellà i portuguès. També dominava l'alemany i tenia nocions bàsiques d'altres llengües.

## Carrera militar i diplomàtica
Walters es va unir a l'Exèrcit el 1941 i va servir a l'Àfrica i a Itàlia durant la Segona Guerra Mundial. Va ser l'enllaç entre els comandos de la Força Expedicionària Brasilera i el Cinquè Exèrcit dels Estats Units, aconseguint condecoracions pels seus serveis.
Va ser ajudant i intèrpret de diferents presidents, especialment de Harry S. Truman, a qui sempre acompanyava a les reunions amb els aliats d'Iberoamèrica, on feia servir el castellà i el portuguès. Els seus coneixements en idiomes el van ajudar a guanyar-se la confiança de Truman i, per aquest motiu, el va acompanyar durant el seu viatge pel Pacífic durant la dècada dels 50, exercint d'assistent en l'esforç, sense èxit, de Truman per reconciliar-se amb Douglas MacArthur, comandant de les forces de les Nacions Unides a la Guerra de Corea.
A Europa, durant la dècada dels 50, va col·laborar com a traductor del president Dwight Eisenhower i altres alts funcionaris estatunidencs. També va treballar a la seu del Pla Marshall a París i va ajudar a establir el Quarter General Suprem de les Potències Aliades a Europa.
A la dècada dels 60, Walters va servir com agregat militar dels Estats Units a França, Itàlia i Brasil. Dues dècades més tard, va ser ambaixador dels Estats Units davant l'ONU (entre l'abril de 1989 i l'agost de 1991) i ambaixador a Alemanya Occidental durant el procés de reunificació. També va ser ambaixador itinerant en missions diplomàtiques senzilles que incloïen converses amb Cuba i Síria. Va ser enviat al Marroc per reunir-se discretament amb funcionaris de l'Organització per a l'Alliberament de Palestina i advertir-los dels efectes que tindria per a l'organització que es repetissin successos com els assassinats de dos diplomàtics estatunidencs a la regió el 1973. Essent agregat militar a París entre 1967 i 1972, Walters va tenir un paper important en les converses de pau en secret a Vietnam del Nord. El president Nixon el va anomenar vicedirector de la CIA el 1972.